# Когато се стискат ръцете
„Когато се стискат ръцете“ е български игрален филм от 1975 година на режисьора Тодор Стоянов.

## Актьорски състав
Не е налична информация за актьорския състав.